# Gruppo GT1

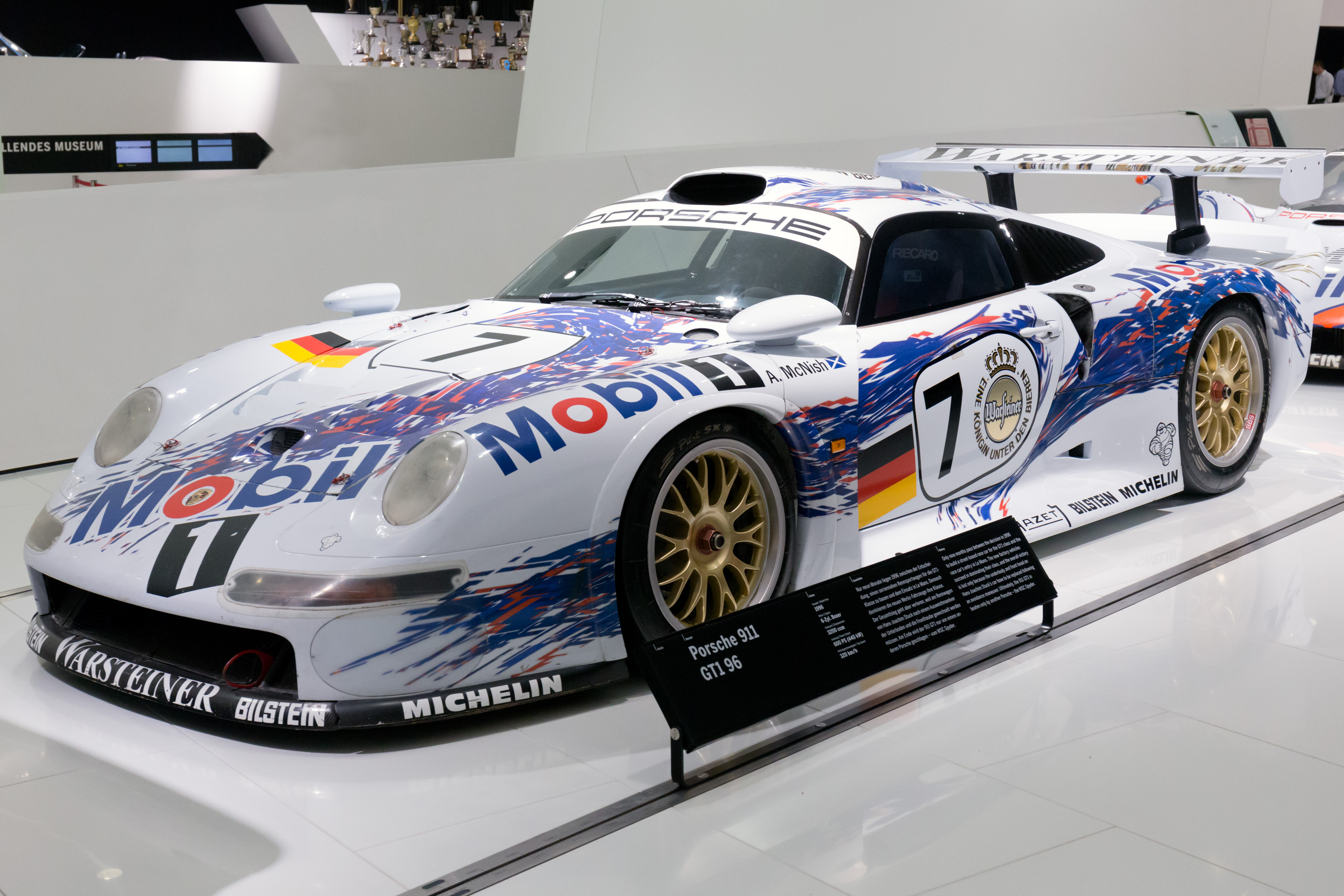
Una Porsche 911 GT1

Il Gruppo GT1 è un insieme di regole adottato dalla Fédération Internationale de l'Automobile (FIA) per le auto da corsa Gran Turismo derivate dalla serie, progettate per essere utilizzate in vari campionati in tutto il mondo. Pesanti modifiche sono effettuabili al modello di base.

## Auto omologate
| Costruttore  | Modello         | Anno | Note                |
| ------------ | --------------- | ---- | ------------------- |
| Aston Martin | DBR9            | 2005 |                     |
| Callaway     | C7              | 1994 |                     |
| Chevrolet    | Corvette C5-R   | 1999 |                     |
| Chevrolet    | Corvette C6-R   | 2005 |                     |
| Chrysler     | Viper GTS-R     | 1999 |                     |
| Ferrari      | F40 GTE         | 1994 |                     |
| Ferrari      | 550-GTS         | 2001 |                     |
| Ferrari      | 575 GTC         | 2003 |                     |
| Ford         | GT GT1          | 2009 |                     |
| Jaguar       | XJ220           | 1994 |                     |
| Lamborghini  | Diablo SV-R     | 1999 |                     |
| Lamborghini  | Murciélago R-GT | 2003 |                     |
| Lister       | Storm GTS       | 1999 |                     |
| Lotus        | Esprit          | 1995 |                     |
| Lotus        | Elise GT1       | 1997 |                     |
| Marcos       | LM 500          | 1999 |                     |
| Maserati     | MC12 GT1        | 2004 |                     |
| McLaren      | F1 GTR          | 1994 | Include F1 GTR-LM   |
| Mercedes     | CLK-GTR         | 1997 | Include CLK-LM      |
| Nissan       | R390 GT1        | 1998 |                     |
| Nissan       | GT-R            | 2008 |                     |
| Panoz        | Esperante GTR-1 | 1997 |                     |
| Porsche      | 911 GT1         | 1996 | Include 911 GT1 Evo |
| Porsche      | 911 GT1-98      | 1998 |                     |
| Porsche      | 993 GT2 Evo     | 1999 |                     |
| Saleen       | S7-R            | 2000 |                     |
| Stealth      | B6              | 2000 |                     |
| Venturi      | 600 LM          | 1994 |                     |

## Campionati
- Mondiali
  - BPR Global GT Series
  - Campionato FIA GT